# Akutní stresová reakce

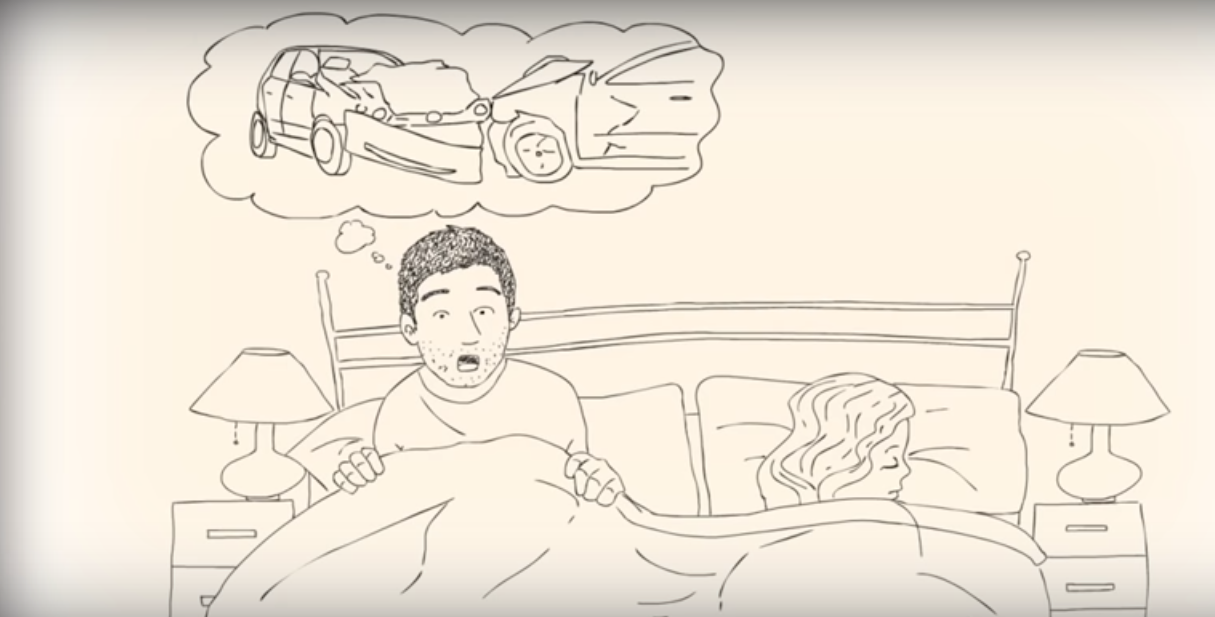
Vracející se prožitek události v klidu či ve spánku

Akutní stressová reakce neboli akutní stresová porucha – acute stress disorder (zkratky ASR, ASD) je duševní i tělesná odezva na děsivý, traumatický nebo překvapivý zážitek (stres). Reakce zahrnuje širokou škálu příznaků duševní povahy (například neklid, úzkost, nespavost, vtíravé myšlenky nebo pasivitu a depresi). Tělesné příznaky jsou například bolesti zad, břicha či hlavy. Mohou být charakteru strnutí (nevolnost, mdloba), nebo naopak aktivity (bušení srdce, rozšíření zornic, hypertenze). Může se projevovat i několik dní nebo týdnů po traumatické události. Pokud se tento stav správně neléčí, může přejít v posttraumatickou stresovou poruchu (PTSD = trvání příznaků déle než měsíc po události).
ASR je psychiatrická diagnóza, na rozdíl od přirozené poplachové reakce při ohrožení – tzv. „útok nebo útěk“. Poplachová reakce odeznívá se stresujícím podnětem a nezanechává déledobé psychické změny.
| Kritérium | Reakce útěk–útok                                     | Akutní stresová reakce                                           |
| --------- | ---------------------------------------------------- | ---------------------------------------------------------------- |
| Typ       | Fyziologická (instinktivní)                          | Psychická reakce                                                 |
| Trvání    | Sekundy až minuty                                    | Minuty až týdny                                                  |
| Řízení    | Autonomní nervový systém                             | Komplexní psychický proces                                       |
| Příznaky  | Fyzická aktivace (např. zrychlený tep, napětí svalů) | Přetrvávající psychická reakce (např. úzkost, dezorientace, ...) |
| Diagnóza  | Ne                                                   | Ano, dle ICD-10/DSM                                              |

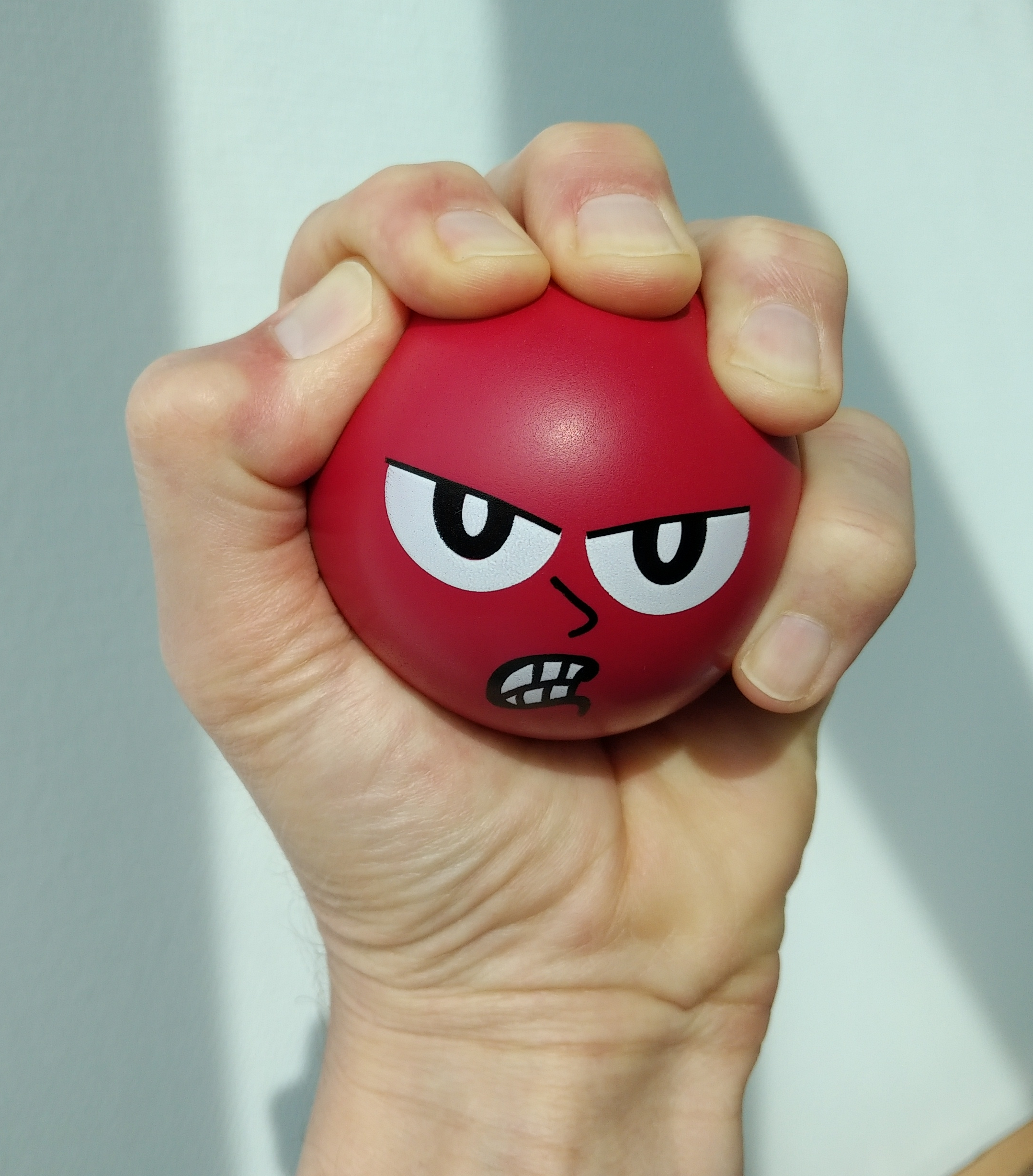
Mačkání míčku se doporučuje jako jednoduché tělesné odreagování sedavé pracovního zátěže

Léčba stavu po závažných událostech zahrnuje časnou intervenci, tzv. demobilizaci (poskytnutí strukturované informace o ASR a krátkodobá relaxace) ihned po přesunu z místa události. Později, ideálně do 8 hodin, může následovat zmírnění (defusing) – práce v malé homogenní skupině (vylíčení události, pocitů při události a teď, následuje fáze doporučení, jak se chovat, nabídka další pomoci). V případě nutnosti navazuje psychoterapie, někdy s farmakologickou podporou.

## Rozdíl mezi ASR a šokem (lékařství)
Akutní stresová reakce (ASR) přes velké množství psychosomatický projevů neohrožuje život. Výrazy jako „psychologický šok“, „duševní šok“ nebo prostě šok (bez přívlastku) zaměňují tento duševní stav za poruchu krevního oběhu, tedy různé druhy selhání funkce srdce, cév či nedostatku krve. Příznaky duševního otřesu jsou podobné jako příznaky počínajícího oběhového šoku. Tyto stavy se ale ve výsledku výrazně odlišují. Těsně po autohavárii buší srdce stejně rychle svědkům i obětem. Svědkové budou mít možná problém se spánkem, kdežto zraněný vykrvácí do břicha. Proto je používání pojmu psychologický/psychický šok matoucí a nevhodné. S tím se pojí i známá „protišoková opatření“ (5T), která jsou nesprávně doporučována k první pomoci u zranění (s výjimkou tepelné izolace a odborného transportu). 5T jsou dobrá právě (a jenom) pro člověka s ASR. Koncept 5T vznikl v době, kdy nebylo jasné, jak oběhový šok probíhá a jak jej efektivně léčit.